# Carson?
Carson? to tytuł minialbumu anarcho-punkowego zespołu Oi Polloi ze Szkocji. Materiał został wydany przez polską niezależną wytwórnię Nikt Nic Nie Wie w 2003 roku. Carson w języku szkockim gaelickim oznacza dlaczego.

## Lista utworów
1. Carson
2. An Drochaid Thoraidh
3. Cumhachd Niuclach? Cha Ghabh Idir!